# Soran

Bandera de l'Emirat de Soran

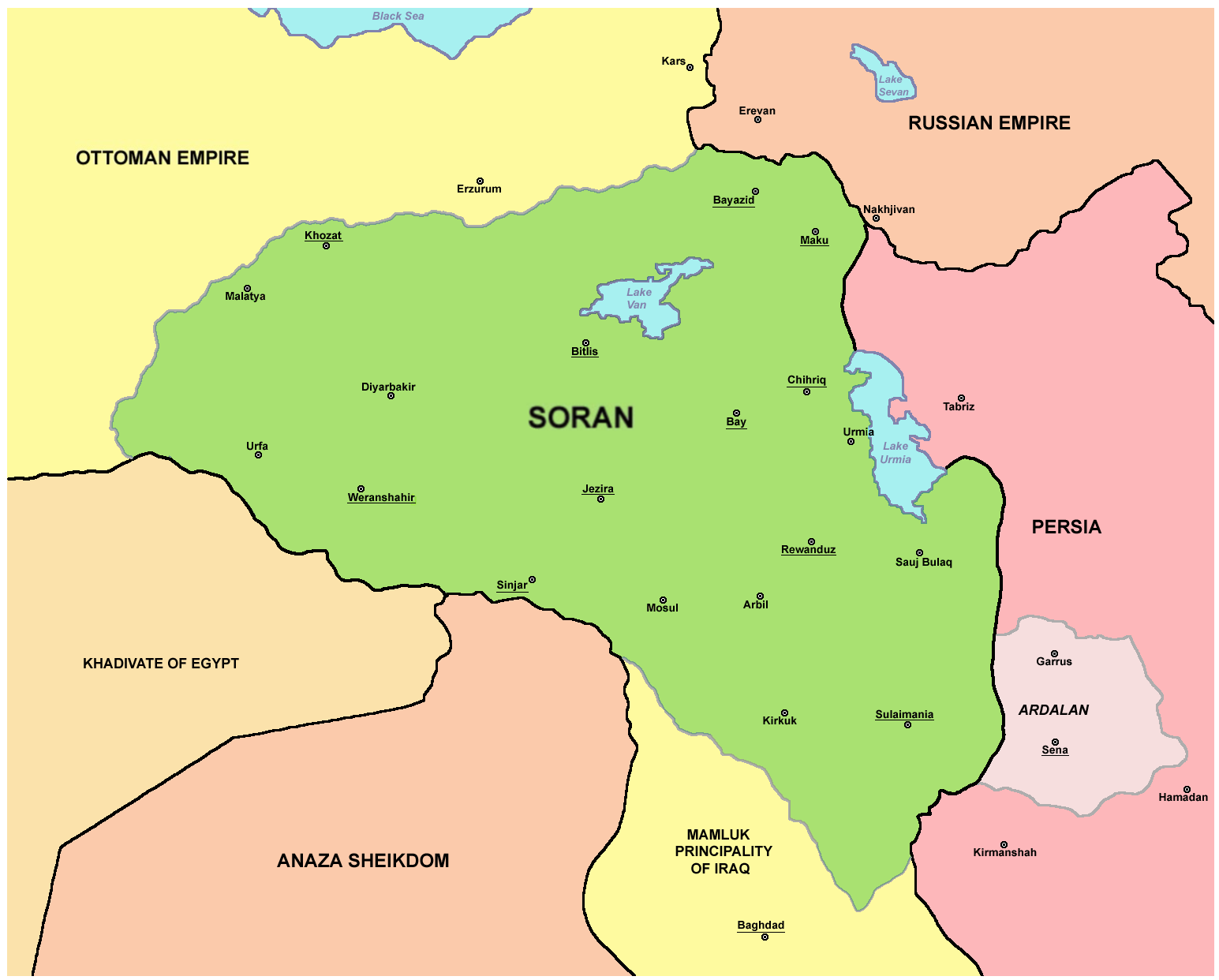
Soran (1835)

Soran o Suran (en kurd سۆران) fou un emirat kurd establert el 1399. Es va proclamar independent el 1818 i ho va restar fins al 1836. Dominava el nord-est del Kurdistan iraquià. La capital era Rawanduz.

## Història
La població de Soran o Ba Soren (en siríac Beith Soren = Terra de Soren) ja s'esmenta sota els sassànides i durant el califat, a la vora de Mossul, a l'est del Tigris. El nom derivaria del clan Soren, que va governar aquesta regió sota el darrer rei persa sassànida, Yazdegerd III. Soren va formar part de la província de Shahrazur.
L'emirat es va fundar en temps de Tamerlà, prop del 1400, i el nom suposat del fundador fou Kulos. Va ser dels pocs emirats que van tenir una reina, de nom Khanzad. Tradicionalment es pensa que els governants de l'emirat eren armenis convertits a l'islam. Durant els anys 1530, quan Solimà I el Magnífic va conquerir Bagdad, va fer executar l'emir de Soran i va instal·lar un yazidita, Hussein Beg, com a governador d'Arbela. Tanmateix, un cosí de l'emir executat aconseguí reconquerir el tron mentre Hussein Beg era absent. Aquest últim va ser cridat a Istanbul i executat. Amb tot, poc després, el príncep de Soran es va sotmetre als otomans.
Mir Muhammad va succeir el seu pare, Sulayman Bey, el 1813-1814. Primerament es va haver de desfer dels parents que li podien fer ombra, oncles i fills d'aquests, cosins de Muhammad. Després va sotmetre algunes tribus veïnes i va matar els caps que no es van voler sotmetre. El 1816 va crear un consell de sardars i va adoptar una bandera rectangular dividida horitzontalment negre sobre blanc. El 1818 es va proclamar independent. Va conquerir la ciutat de Harir, antiga capital del principat de Soran, i un temps després, el 1823, la ciutat de Koy-Sanjak, avançant cap a Arbil, que va ocupar el 1831, juntament amb altres llocs, i el 1832 va estendre el seu poder fins a Mossul, i després van seguir Akra, Zibar i Amadiyya. El 1833 va penetrar cap a Zakho i Jazira, on va restablir Badr Khan de Bohtan. En aquestes campanyes va massacrar un gran nombre de yazidites, i el cap de la secta, Alí, que va refusar convertir-se a l'islam, va ser executat. El governador de Bagdad, preocupat, li va concedir el títol de paixà (Mir Muhammad Paixà), però, el 1834, els otomans van enviar Raixid Muhammad Paixà per restablir la seva autoritat, i a les forces amb què arribava s'hi van unir contingents de Mossul i Bagdad. Mir Muhammad va acceptar una oferta de salconduit per anar a Istanbul (1835), i se li va deixar entendre que seria reconegut pels otomans, però al seu retorn va desaparèixer (1836) i es creu que va ser assassinat per un imam anomenat Malay Qaty, que l'odiava i havia reunit molta gent contra Soran a causa dels seus orígens armenis cristians.
Avui dia, una regió del districte de Rawanduz, al Kurdistan iraquià, porta el nom de Soran.

## Llista de governants[6]
- Kelos
- Isa
- Xah Ali-Bey
- Pir Budaq ibn Xah Ali-Bey
- Mir Saifeddín
- Mir Hussayn
- Mir Saidi ibn Xah Ali-Bey
- Saifeddin ibn Mir Hussayn ibn Pir Budaq
- Kuli-Bey ibn Sulayman Bey Mir Saidi
- Budaq-Bey ibn Kuli-Bey ibn Sulayman-Bey
- Sulayman-Bey ibn Kuli-Bey ibn Sulayman-Bey
- Ali-Bey ibn Sulayman-Bey
- Xkali-Bey
- Sulayman Bey 17? - 1813
- Khanzad (reina regent) 1813 - 1818
- Mohammed Paixà Mir Kor 1818 - 1836